# الغوز
الغوز  قرية سوريّة تتبع إداريّاً لمحافظة حلب منطقة أعزاز ناحية أخترين، بلغ تعداد سكانها 685 نسمة حسب التعداد السكاني لعام 2004.